# Mellby landskommun, Småland
För landskommunen med samma namn i Västergötland, se Mellby landskommun, Västergötland.
Mellby landskommun var tidigare en kommun i Jönköpings län.

## Administrativ historik
När 1862 års kommunalförordningar trädde i kraft den 1 januari 1863 inrättades i Sverige cirka 2 400 landskommuner samt 89 städer och ett mindre antal köpingar.
Då inrättades i Mellby socken i Södra Vedbo härad i Småland denna kommun.
Vid kommunreformen 1952 uppgick denna landskommun i Höreda landskommun.
1971 uppgick sedan denna kommunen i den nybildade Eksjö kommun